# Liste der Landschaftlich Schönen Orte in der Präfektur Miyazaki

Lage der Präfektur Miyazaki

Diese Liste der Landschaftlich Schönen Orte in der Präfektur Miyazaki umfasst Landschaftlich Schöne Orte der japanischen Präfektur Miyazaki. Diese können auf nationaler Ebene durch den Minister für Bildung, Kultur, Sport, Wissenschaft und Technologie oder den Leiter des Amtes für kulturelle Angelegenheiten ausgewiesen werden, sowie auf Präfektur- oder Gemeindeebene. Neben den ausgewiesenen gibt es noch registrierte Landschaftlich Schöne Orte, die begrenztere Unterstützung und Schutz erhalten. Der Schutz und Erhalt der Stätten ist nach dem 1950 in Kraft getretenen Kulturgutschutzgesetz geregelt, welches das  „Gesetz zum Erhalt historischer und landschaftlich schöner Stätten und Naturdenkmäler“ (史蹟名勝天然紀念物保存法 Shiseki meishō tennenkinenbutsu hozonhō) von 1919 ablöste.

## Auszeichnungskriterien
Mögliche Auszeichnungskriterien für Landschaftlich Schöne Orte sind:
1. Parks und Gärten
2. Brücken und Dämme
3. Blühende Bäume, blühende Wiesen, Laubfärbung im Herbst, grüne Bäume und andere Orte mit dichtem Bewuchs
4. Orte mit Vögeln, Wildtieren, Fischen, Insekten und anderem
5. Felsen und Höhlen
6. Schluchten, Wasserfälle, Gebirgsbäche, Abgründe
7. Seen, Sümpfe, Feuchtgebiete, schwimmende Inseln, Quellen
8. Sanddünen, Nehrungen, Küsten, Inseln
9. Vulkane, Onsen
10. Berge, Hügel, Hoch- und Tiefebenen, Flüsse
11. Aussichtspunkte

## Legende
- Denkmal: Name des Landschaftlich Schönen Ortes; darunter steht die japanische Bezeichnung
- Lage: Lage des Ortes sowie Koordinaten
- Beschreibung und Anmerkungen: Kurze Beschreibung des Ortes sowie eventuelle Anmerkungen zu weiteren Ausweisungen
- Ausweisungsdatum: Datum der Ausweisung als Landschaftlich Schöner Ort und zusätzlich bei Besonderen Landschaftlich Schönen Orten in Klammern das Ausweisungsdatum als Besonderer Landschaftlich Schöner Ort
- Typ: Nummer des Auszeichnungskriteriums oder der Auszeichnungskriterien
- Links: Weblink zum Landschaftlich Schönen Ort in der Datenbank der Nationalen Kulturgüter Japans sowie auf den Wikidata-Eintrag (Symbol: )
- Bild: Repräsentatives Bild des Landschaftlich Schönen Ortes und gegebenenfalls einen Link zu weiteren Fotos des Kulturdenkmals im Medienarchiv Wikimedia Commons

## National ausgewiesene Landschaftlich Schöne Orte
Stand 1. Juni 2019 sind fünf Orte in der Präfektur Miyazaki als Landschaftlich Schöne Orte auf nationaler Ebene ausgewiesen.
| Denkmal                                                                              | Lage                      | Beschreibung und Anmerkungen                                                                          | Ausweisungsdatum | Typ   | Links | Bild            |
| ------------------------------------------------------------------------------------ | ------------------------- | --- | ---------------- | ----- | ----- | --------------- |
| Takachiho-Schlucht 五箇瀬川峡谷 (高千穂峡谷) Gokase-gawa-kyōkoku (Takachiho kyōkoku) | Takachiho (Karte)         | auch ein Naturdenkmal                                                                                 | 10. Nov. 1934    | 6     |       | weitere Bilder  |
| Hiei-zan und Hayazu-dake 比叡山および矢筈岳 Hiei-zan oyobi Hayazu-dake               | Nobeoka, Hinokage (Karte) | | 7. Sep. 1939     | 6, 10 |       | Bild gesucht BW |
| Osuzuyama-Wasserfälle 尾鈴山瀑布群 Osuzuyama bakufu-gun                              | Tsuno (Karte)             | eine Gruppe von Wasserfällen am Osuzuyama im Osuzu-Präfekturnaturpark, darunter der Yatogi-Wasserfall | 7. März 1944     | 6     |       |                 |
| Myōkoku-ji-Garten 妙国寺庭園 Myōkokuji teien                                         | Hyūga (Karte)             | | 12. Apr. 1933    | 1     |       |                 |
| Udo 鵜戸 Udo                                                                         | Nichinan (Karte)          | | 13. Okt. 2017    |       |       | weitere Bilder  |

## Auf Präfekturebene ausgewiesene Landschaftlich Schöne Orte
Stand 1. April 2019 sind sieben Landschaftlich Schöne Orte in der Präfektur Miyazaki auf Präfekturebene ausgewiesen.
| Denkmal                                                                | Lage              | Beschreibung und Anmerkungen                                                       | Ausweisungsdatum | Typ | Links | Bild            |
| ---------------------------------------------------------------------- | ----------------- | ---------------------------------------------------------------------------------- | ---------------- | --- | ----- | --------------- |
| Suki-Wasserfall 須木の滝 Suki no taki                                  | Kobayashi (Karte) |                                                                                    | 15. Dez. 1933    |     |       | Bild gesucht BW |
| Garten der Familie Katsume 勝目氏庭園 Katsume-shi teien                | Nichinan (Karte)  |                                                                                    | 5. Dez. 1933     |     |       |                 |
| Nachi-Wasserfall 那智の滝 Nachi-no-taki                                | Nobeoka (Karte)   |                                                                                    | 2. Juli 1937     |     |       | Bild gesucht BW |
| Garten der Hashiguchi-Familie 橋口氏庭園 Hashiguchi-shi teien          | Hyūga (Karte)     |                                                                                    | 15. Dez. 1957    |     |       | Bild gesucht BW |
| Oto-jima 乙島 Otojima                                                  | Kadogawa (Karte)  | Die unbewohnte Insel in der Bucht von Kadogawa hat eine Fläche von etwa 17 Hektar. | 15. Dez. 1957    |     |       |                 |
| Mukabakiyama 行縢山 Mukabaki-yama                                      | Nobeoka (Karte)   |                                                                                    | 15. Dez. 1948    |     |       |                 |
| Kijino-Tsugao-Lavatal 鬼神野・栂尾溶岩渓谷 Kijino Tsugao yōgan keikoku | Misato (Karte)    |                                                                                    | 25. März 1996    |     |       | Bild gesucht BW |

## Auf Gemeindeebene ausgewiesene Landschaftlich Schöne Orte
Stand 1. Mai 2018 sind in der Präfektur vier Landschaftlich Schöne Orte auf Gemeindeebene ausgewiesen, darunter:
| Denkmal                                       | Lage             | Beschreibung und Anmerkungen | Ausweisungsdatum | Typ | Links | Bild            |
| --------------------------------------------- | ---------------- | ---------------------------- | ---------------- | --- | ----- | --------------- |
| Inohae-Wasserfälle 猪八重滝群 Inohae-taki-gun | Nichinan (Karte) |                              |                  |     |       | Bild gesucht BW |
| Yoshōkan-Garten 豫章館庭園 Yoshōkan-teien     | Nichinan (Karte) |                              |                  |     |       |                 |

## Registrierte Landschaftlich Schöne Orte
Stand 1. Juni 2019 sind zwei Landschaftlich Schöne Orte auf nationaler Ebene registriert (im Gegensatz zu ausgewiesen).
| Denkmal                                                                    | Lage             | Beschreibung und Anmerkungen | Ausweisungsdatum | Typ | Links | Bild            |
| -------------------------------------------------------------------------- | ---------------- | ---------------------------- | ---------------- | --- | ----- | --------------- |
| Ehemaliger Itō-Denzaemon-Garten 旧伊東伝左衛門庭園 kyū-Itō Denzaemon teien | Nichinan (Karte) |                              | 26. Jan. 2015    |     |       |                 |
| Ehemaliger Hōonji-Garten 旧報恩寺庭園 kyū-Hōonji teien                     | Nichinan (Karte) |                              | 26. Jan. 2015    |     |       | Bild gesucht BW |